# Лукьянчук, Дмитрий Валентинович
Дми́трий Валенти́нович Лукьянчу́к (род. 20 марта 1972, Москва, СССР) — российский публицист, видеоблогер, путешественник-исследователь, автор книг о путешествиях в Сомали, Эфиопию и Тибет «Направления», музыкант и предприниматель. Является автором и ведущим трэвел-канала «Направления» на YouTube.
Посетил свыше 160 стран и все континенты Земли, включая Антарктиду.

## Биография
В 1994 году окончил с красным дипломом кафедру управления инновациями Государственного университета управления. По окончании основал бизнес по производству рекламных конструкций, а в 2008 году создал рекламную группу АВК-Медиа.
Первой страной, которую Дмитрий посетил ещё в 90-е годы, стали Соединённые Штаты Америки. Серию визитов организовал для студентов МГУ и нескольких других элитных вузов России южнокорейский религиозный и общественный деятель преподобный Мун Сон Мён, основатель нового религиозного движения «Церковь Объединения», который в апреле 1990 года был лично принят Генеральным секретарём ЦК КПСС Михаилом Горбачёвым. Поездка по «мунистской» линии была бесплатной и позволила сотням советских студентов посетить США.
Следующими странами стали Германия, Франция, Италия, Испания и др.
С 2010 года Дмитрий объехал всю Африку, включая ЮАР, Зимбабве, Конго, Судан, открывая и описывая в книге удивительные и порой шокирующие традиции тысячелетней давности.
В Африке девушек продают за несколько голов скота. Если у тебя есть коровы, ты можешь купить любую девушку. И там к этому относятся нормально, как у нас к предложению руки и сердца. Для нас их обычаи — это экзотика, для них обычная жизнь. Очень впечатлило знакомство с каннибалами.

## Творчество
В 2019 году Дмитрий Лукьянчук начинает деятельность в Instagram, Telegram и на YouTube.
В 2021 году выступал консультантом по Африке команды продюсеров телеканала РЕН ТВ, выпускающих программы «Мир наизнанку» и «Дикие места» о традициях и нравах племен Сомали, Эфиопии, Бурунди, Конго и др.
В 2022 году в издательстве АСТ вышла первая книга об Африке «Направления Эфиопия и Сомали», в которую вошли три повести о приключениях автора и встречах Дмитрия Лукьянчука с африканскими племенами: 
- Эфиопия (Долина Омо). Дикие племена и их традиции.
- Эфиопия (Гамбела и Бенишангул). Приключения в удаленных и редко посещаемых районах страны.
- Сомали — самая опасная страна.

Чуть позже было опубликовано продолжение серии — книга «Направления Тибет», в которую вошла повесть Дмитрия Лукьянчука «Тибет — путешествие к загадочной горе Кайлас».
Главная цель путешественника и исследователя Африканского континента Дмитрия Лукьянчука — сохранить в памяти исчезающие культуры и традиции народов Африки. Среди них большие племена, такие как Мбути, Нуба, Оромо, Хамер, Бамбара, Фульбе, Динка, Бонго, Эрборе, а также небольшие группы бушменов и охотников-собирателей, которые приспособились к жизни в отдаленных и малонаселенных регионах.
С января 2022 года Дмитрий Лукьянчук постоянный автор журнала о путешествиях ПСЖР, в котором рассказывает об экстремальных путешествиях и экспедициях в самые опасные страны в мире.

## Проект Направления
Авторский проект «Направления» — это блог о путешествиях, традициях и жизни людей, доступный пользователям на медиаплатформах Youtube, Telegram и Instagram. По состоянию на 2023 год Youtube-канал «Направления» входит в топ-10 русскоязычных авторских трэвел-каналов. По данным сервиса аналитики TGStat, telegram-канал «Направления» вошел в ТОП-5 в рейтинге российских авторских каналов о путешествиях. Совокупная аудитория его каналов в социальных сетях составила более 1,6 миллиона пользователей.
В 2014 году Дмитрий Лукьянчук выпускает альбом электронной музыки Eight Steps под псевдонимом Over, в который вошли такие хиты, как September и Saudade.
В 2017 году вышел альбом Directions с хитами Ten seconds и Rewind.
В 2020 году Дмитрий Лукьянчук выпустил альбом Dreamlands, в который вошли ремастированные архивные записи 2000-2004 годов. Альбомы представлены на музыкальных стриминговых сервисах Apple Music, Яндекс Музыка, Звук.
Дмитрий Лукьянчук создал собственную философию путешествий:
Мир вокруг прекрасен — если любить его и не пытаться перестроить под себя. Чтоб начать путешествие, нужно просто купить билет. Большая часть планеты живет не так как мы, чувствуя себя при этом гораздо счастливее, потому что счастье – внутри. Не бойся трудностей в пути — ведь это и есть приключение.

## Награды
- 2023 — Премия Best for Life Design Awards 2023[15]